# レニングラード海軍基地
レニングラード海軍基地（ロシア語: Ленинградская военно-морская база、略称ロシア語: ЛенВМБ）は、ロシア海軍バルト艦隊に所属する海軍基地。基地周辺を警戒する部隊と建造中・修理中の艦艇を統括する作戦単位でもある。クロンシュタットに本部を置く。

## 沿革

### ソ連時代
1919年3月15日、バルト艦隊令第117号により、ペトログラード海軍（ロシア語: Морские силы Петрограда）は、ペトログラード海軍基地（後にレニングラード海軍基地）に改編され、戦艦3隻、巡洋艦3隻、駆逐艦等から成る最初の支隊が創設された。同年夏、A.バフチン指揮下の潜水艦「パンテーラ」は、協商国のロシア内戦への介入の一環として派遣されていたイギリス海軍の潜水艦「L-55」と駆逐艦「ビットリア」を撃沈し、最初の戦果を収めた。その後、レニングラード海軍基地は、数次の廃止・再編・創設を経た。
独ソ戦勃発時、海軍教育施設・艦隊部隊局に基づき、レニングラード・オーゼル地区海上防衛司令部が編成され、ネフスキー湾とネヴァ川沿岸の対上陸防衛準備、砲兵陣地の建設、海軍歩兵部隊の編成に従事した。1941年9月、市南西部で艦砲の射程内に入ったドイツ国防軍に対して砲撃を行った。
1941年～1944年のレニングラード包囲戦では、約10万人の水兵が戦った。艦艇部隊は、ストレリナ、ペテルゴフ、ラドガ湖、ヴィボルグ湾及びナルヴァ湾で2千回以上の出撃を行い、約20万tの貨物を運搬した。包囲戦中は、ラドガ湖が連絡路となり、ここを通して170万tの貨物が輸送され、100万人の市民が疎開した。
終戦後は、大戦時にバルト海に敷設された7万基以上の機雷の掃海が重要な任務となり、1955年になって初めてトロール船による水先案内が停止された。1975年4月30日、レニングラード海軍基地に赤旗勲章が授与された。

### ロシア連邦時代
1994年、レニングラード海軍基地は、バルト艦隊に編入された。

## 編成
- 第105水域警備艦旅団：クロンシュタット 
  - 第109小型対潜艦大隊 
    - 小型対潜艦MPK-99ゼレノドリスク、MPK-192、MPK-205カザーニェツ

  - 第22掃海艇大隊 
    - 基地掃海艇BT-44、BT-115
- 第123独立潜水艦大隊：クロンシュタット 
  - ディーゼル潜水艦B-227、B-806
- 第13建造・修理艦艇旅団：クロンシュタット
- 第32独立保障船舶大隊：プリオゼルスク

レニングラード海軍基地の対岸に位置するサンクトペテルブルクには、バルチック造船所やアドミラルティ造船所、セヴェルナヤ造船所、アルマース造船会社等、ロシア有数の造船所が集中している。

## 歴代基地長
| 職名   | 就任年                   | 氏名                           | 階級 |
| ------ | ------------------------ | ------------------------------ | ---- |
| 基地長 | 1989年12月 - 1992年9月   | ワレンチン・セリヴァノフ       |      |
| 基地長 | 2006年11月 - 2009年7月   | アナトーリー・リピンスキー     | 少将 |
| 基地長 | 2009年9月8日 - 2011年6月 | アレクサンドル・フェドテンコフ | 少将 |